# Нью-Йоркская бухта
Нью-Йоркская бухта — географическое понятие, обозначающее совокупность рек, заливов и приливных эстуариев поблизости от устья реки Гудзон в пределах Нью-Йорка, США. Часто понятие употребляется в значении «порты Нью-Йорка и Нью-Джерси». Иногда подразумевается только Верхний Нью-Йоркский залив.
В Нью-Йоркской бухте расположен остров Либерти, где в 1886 году была установлена статуя Свободы.

## Открытие бухты
В 1523 году итальянский мореплаватель Джованни да Верраццано отправился на поиски пути в Китай, возглавив флот из четырёх парусных кораблей. Эскадра попала в сильный шторм, и получившие значительные повреждения суда были вынуждены вернуться к берегам Бретани (Франция).
После окончания ремонта парусников на французских верфях, Джованни Верраццано в январе 1524 года на одном из кораблей направился сперва на остров Мадейра, а затем дальше на запад. Он вновь попал в шторм, спасаясь от которого вынужден был отклониться к северу от намеченного курса и достиг берегов Америки около 34° северной широты (близ мыса Кейп-Фир, штат Северная Каролина).
Потом итальянец повернул к северу и достиг устья реки Гудзон, которая позже была названа так в честь Генри Гудзона — английского мореплавателя, который достиг Нью-Йоркской бухты и прилегающих островов (в числе которых был и Манхэттен), используя подробнейшие описания, оставленные Джованни да Верраццано. На эти записи опирался в своих путешествиях и знаменитый Жак Картье. Сам Джованни да Верраццано благополучно вернулся во Францию.
7 апреля — день высадки Джованни на Статен-Айленд — отмечается в Нью-Йорке как день Верраццано.